# 南緯27度線
南緯27度線（なんい27どせん）は、地球の赤道面より南に地理緯度にして27度の角度を成す緯線。大西洋、南部アフリカ、インド洋、オーストララシア、太平洋、南アメリカを通過する。
この緯度の下では、夏至点時の可照時間は13時間51分であり、冬至点時の可照時間は10時間26分である。

## 通過する地域一覧
南緯27度線は、本初子午線から東に向かって以下の場所を通っている。
| 地理座標                                               | 国土・領土・領海 | 備考 |
| ------------------------------------------------------ | ---------------- | --- |
| 南緯27度0分 東経0度0分 / 南緯27.000度 東経0.000度      | 大西洋           | |
| 南緯27度0分 東経15度14分 / 南緯27.000度 東経15.233度   | ナミビア         | |
| 南緯27度0分 東経20度0分 / 南緯27.000度 東経20.000度    | 南アフリカ共和国 | 北ケープ州 北西州 フリーステイト州 ムプマランガ州 フリーステイト州 ムプマランガ州                                 |
| 南緯27度0分 東経30度58分 / 南緯27.000度 東経30.967度   | エスワティニ     | |
| 南緯27度0分 東経31度59分 / 南緯27.000度 東経31.983度   | 南アフリカ共和国 | |
| 南緯27度0分 東経32度52分 / 南緯27.000度 東経32.867度   | インド洋         | |
| 南緯27度0分 東経113度49分 / 南緯27.000度 東経113.817度 | オーストラリア   | 西オーストラリア州 南オーストラリア州 クイーンズランド州 - 本土及びブライビー島                                   |
| 南緯27度0分 東経153度10分 / 南緯27.000度 東経153.167度 | 太平洋           | モートン島、クイーンズランド州（ オーストラリア）のちょうど北を通過。 · イースター島（ チリ）のちょうど北を通過。 |
| 南緯27度0分 西経70度47分 / 南緯27.000度 西経70.783度   | チリ             | |
| 南緯27度0分 西経68度18分 / 南緯27.000度 西経68.300度   | アルゼンチン     | |
| 南緯27度0分 西経58度30分 / 南緯27.000度 西経58.500度   | パラグアイ       | |
| 南緯27度0分 西経55度25分 / 南緯27.000度 西経55.417度   | アルゼンチン     | |
| 南緯27度0分 西経53度44分 / 南緯27.000度 西経53.733度   | ブラジル         | サンタカタリーナ州                                                                                                |
| 南緯27度0分 西経48度35分 / 南緯27.000度 西経48.583度   | 大西洋           | |